# Dictenidia pictipennis fasciata
Dictenidia pictipennis fasciata is een tweevleugelige uit de familie langpootmuggen (Tipulidae). De soort komt voor in het Palearctisch gebied.